# Liste der Bischöfe von Porto
Die folgenden Personen waren Bischöfe von Porto (Portugal):

## Bischöfe vonMeinedo
- Viator (572–589)
- Constâncio (589–?)
- Argiovito, Argeberto (610)
- Ansiulfo (633, 638)
- Flavio (656)
- Froarico (675, 683, 688)
- Felix (693)
- Justo (873, 881)
- Gomado (908, 912)
- Hermogio (912, 924)
- Froarengo (?)
- Ordonho 931
- Enego, Nonego oder Diogo (1025)
- Sesnando (1049–1070)
- Pedro (1075–1091) (auch Bischof von Braga)

## Bischöfe von Porto
- Hugo (1114–1136)
- João I. Peculiar (1136–1138) (auch Erzbischof von Braga)
- Pedro I. Rabaldes (1138–1145)
- Pedro II. Pitões (1145–1152)
- Pedro III. Sénior (1154–1175)
- Fernando I. Martins (1176–1185)
- Martinho I. Pires (1185–1189)
- Martinho II. Rodrigues (1190–1235)
- Pedro IV. Salvadores (1235–1247)
- Julião Fernandes (1247–1260)
- Vicente Mendes (1261–1296)
- Sancho Pires (1296–1300)
- Geraldo Domingues (1300–1308)
- Fradulo ou Trédulo (1308–1309)
- Frei Estêvão (1310–1313)
- Fernando II. Ramires (1314–1322)
- João II. Gomes (1322–1327)
- Vasco I. Martins (1327–1342)
- Pedro V. Afonso (1343–1357)
- Afonso Pires (1359–1372)
- João III. (1373–1389)
- Martinho III. Gil (oder Martinho Egídio) (1390)
- João IV. Afonso Esteves de Azambuja (1391–1398)
- Gil Alma (1398–1407)
- João V. Afonso Aranha (1408–1414)
- Fernando III. Guerra (1416–1418) (auch Erzbischof von Braga)
- Vasco II. (1421–1423)
- Antão Martins de Chaves (1424–1447), Kardinal
- Gonçalo I. Enes de Óbidos (1449–1453)
- Luís Pires (1454–1464)
- João VI. de Azevedo (1465–1496)
- Diogo I. de Sousa (1496–1505) (danach Erzbischof von Braga)
- Diogo II. da Costa (1505–1507)
- Pedro VI. Álvares da Costa (1507–1535) (auch Bischof von Léon)
- Belchior Beliago (1535–1536)
- Baltazar Limpo, O.C.D. (1536–1550)
- Rodrigo I. Pinheiro (1552–1572)
- Aires da Silva (1573–1578)
- Simão de Sá Pereira (1579–1581)
- Marcos de Lisboa, O.F.M. (1581–1591)
- Jerónimo I. de Menezes (1592–1600)
- Gonçalo II. de Morais (1602–1617)
- Rodrigo II. da Cunha (1618–1627) (danach Erzbischof von Braga)
- Frei João VII. de Valadares (1627–1635)
- Gaspar do Rego da Fonseca (1635–1639)
- Francisco Pereira Pinto (1640)
- Sebastião César de Menezes (1641–?)
- Pedro VII. de Menezes (?–1670)
- Nicolau Monteiro (1670–1672)
- Fernando IV. Correia de Lacerda (1673–1683)
- João VIII. de Sousa (1683–1696)
- José I. de Santa Maria Saldanha, O.F.M. (1697–1708)
- Tomás de Almeida (1709–1716) (danach Patriarch von Lissabon)
- João IX. Maria (1739)
- José II. Maria da Fonseca de Évora, O.F.M. (1741–1752)
- António I. de Sousa (1757–1766)
- Aleixo de Miranda Henriques (1770–1771)
- João X. Rafael de Mendonça (1771–1793)
- Lourenço Correia de Sá e Benevides (1796–1798)
- António II. de São José de Castro (1799–1814)
- João XI. de Magalhães e Avelar (1816–1833)
- Manuel de Santa Inês (1833)
- Jerónimo II. José da Costa Rebelo (1843–1854)
- António III Bernardo da Fonseca Moniz (1854–1859)
- João XII. de França Castro e Moura (1862–1868)
- Americo Ferreira dos Santos Silva (1871–1899), Kardinal
- António IV. José de Sousa Barroso (1899–1918)
- António V. Barbosa Leão (1919–1929)
- António VI. Augusto de Castro Meireles (1929–1942)
- Agostino de Jesus e Sousa (1942–1952)
- António VII. Ferreira Gomes (1952–1982)
- Florentino de Andrade Silva (1959–1982) (Apostolischer Administrator)
- Júlio Tavares Rebimbas (1982–1997)
- Armindo Lopes Coelho (1997–2007)
- Manuel José Macário do Nascimento Clemente (2007–2013)
- António Francisco dos Santos (2014–2017)
- Manuel da Silva Rodrigues Linda (seit 2018)